# Carlo Lievore
Carlo Lievore  (né le 10 novembre 1937 à Carrè et mort le 10 octobre 2002 à Turin) est un athlète italien, spécialiste du lancer du javelot.

## Biographie
Il remporte six titres de champion d'Italie en 1957, 1959, 1960, 1961, 1964 et 1969.
Il participe aux Jeux olympiques d'été de 1960, à Rome, et se classe neuvième de la finale avec un lancer à 75,21 m. Il est éliminé dès les qualifications lors des Jeux olympiques de 1964.
Le 1er juin 1961, à Milan, Carlo Lievore établit un nouveau record du monde du lancer du javelot avec 86,74 m, améliorant de 70 centimètres l'ancienne meilleure marque mondiale détenue depuis 1959 par l'Américain Albert Cantello.
En 1962, Carlo Lievore se classe sixième des championnats d'Europe, à Belgrade en Yougoslavie, avec 76,25 m.
Il est le frère de Giovanni Lievore, lui aussi lanceur de javelot.